# Zhang Yiwei
Zhang Yiwei (chiń. 张义威, ur. 3 października 1992 w Anshan) – chiński snowboardzista specjalizujący się w half-pipe'ie, wicemistrz świata.

## Kariera
Po raz pierwszy na arenie międzynarodowej pojawił się 7 stycznia 2006 roku w Big White, gdzie w zawodach FIS Race zajął 26. miejsce w halfpipe’ie. Nigdy nie startował na mistrzostwach świata juniorów. W Pucharze Świata zadebiutował 26 sierpnia 2009 roku w Cardronie, gdzie zajął 40. miejsce w halfpipe’ie. Na podium zawodów pucharowych po raz pierwszy stanął 13 lutego 2011 roku w Yabuli, kończąc rywalizację na drugiej pozycji. W zawodach tych rozdzielił Nathana Johnstone'a z Australii i swego rodaka Shi Wangchenga. Najlepsze wyniki osiągną w sezonie 2014/2015, kiedy to zajął trzecie miejsce w klasyfikacji generalnej AFU, a w klasyfikacji halfpipe’u zdobył Ex aequo z Taylorem Gold Małą Kryształową Kulę.
Największy sukces w karierze osiągnął w 2015 roku, kiedy zdobył srebrny medal na mistrzostwach świata w Kreischbergu. Uplasował się tam między Australijczykiem Scottym Jamesem i Timem-Kevinem Ravnjakiem ze Słowenii. Był też między innymi piąty podczas mistrzostw świata w Sierra Nevada w 2017 roku. Na igrzyskach olimpijskich w Soczi w 2014 roku w tej samej konkurencji zajął szóste miejsce.

## Osiągnięcia

### Igrzyska olimpijskie
| Miejsce | Dzień     | Rok  | Miejscowość | Konkurencja | Zwycięzca           |
| ------- | --------- | ---- | ----------- | ----------- | ------------------- |
| 6.      | 11 lutego | 2014 | Soczi       | Half-pipe   | Iouri Podladtchikov |
| 15.     | 14 lutego | 2018 | Pjongczang  | Halfpipe    | Shaun White         |

### Mistrzostwa świata
| Miejsce | Dzień       | Rok  | Miejscowość   | Konkurencja | Zwycięzca           |
| ------- | ----------- | ---- | ------------- | ----------- | ------------------- |
| 39.     | 20 stycznia | 2011 | La Molina     | Half-pipe   | Nathan Johnstone    |
| DNS     | 20 stycznia | 2013 | Stoneham      | Half-pipe   | Iouri Podladtchikov |
| 2.      | 17 stycznia | 2015 | Kreischberg   | Half-pipe   | Scotty James        |
| 5.      | 11 marca    | 2017 | Sierra Nevada | Half-pipe   | Scotty James        |
| 8.      | 8 lutego    | 2019 | Park City     | Half-pipe   | Scotty James        |

### Puchar Świata

#### Miejsca w klasyfikacji generalnej
- sezon 2009/2010: 120.
  - AFU[3]
- sezon 2010/2011: 11.
- sezon 2011/2012: 15.
- sezon 2012/2013: 3.
- sezon 2013/2014: 23.
- sezon 2014/2015: 3.
- sezon 2016/2017: 43.
- sezon 2017/2018: 24.

#### Miejsca na podium w zawodach
1. Yabuli – 13 lutego 2011 (halfpipe) - 2. miejsce
2. Calgary – 26 lutego 2011 (halfpipe) - 3. miejsce
3. Cardrona – 28 sierpnia 2011 (halfpipe) - 2. miejsce
4. Cardrona – 26 sierpnia 2012 (halfpipe) - 3. miejsce
5. Copper Mountain – 6 grudnia 2014 (halfpipe) - 2. miejsce
6. Park City – 1 marca 2015 (halfpipe) - 1. miejsce
7. Bokwang – 19 lutego 2017 (halfpipe) - 3. miejsce
8. Laax – 20 stycznia 2018 (halfpipe) - 3. miejsce